# Sör Åsbo
Sör Åsbo är en by i Nora socken, Heby kommun, Uppland.
Sör Åsbo omtalas i dokument första gången 1541, det upptas då som en del av Norr Åsbo, men redovisas från 1544 separat ("Søderåsbi"). Det räknas som 1 mantal skatte, 5 öresland. Under 1600-talet var Sör Åsbo gästgiveri.
Bland bebyggelser på ägorna märks Grellsbo, uppfört i början av 1900-talet som troligen fått namn av den intilliggande åkern Grells Lars Täppa. Ett antal lägenheter på åssluttningen ovanför byn kallas Oppstun. Parkudden och Solbacka är 1900-talsbebyggelser. Villaområdet Laggarbo och Tärnsjö samhälle är delvis belägna på Sör Åsbos ägor.